# Belhassen Trabelsi
Pour les articles homonymes, voir Belhassen et Trabelsi.
Belhassen Trabelsi (arabe : بلحسن الطرابلسي), né le 5 novembre 1962 à Tunis, est un homme d'affaires tunisien.
Durant sa carrière, il est présent dans les secteurs du tourisme, de l'immobilier, des technologies de l'information, du transport aérien et de l'industrie. Après sa fuite vers le Canada après la révolution tunisienne de 2011, il est finalement interpellé en France dans l'attente d'une éventuelle extradition vers la Tunisie.

## Biographie

### Carrière
Il étudie entre 1981 et 1985 à l'École nationale des ingénieurs du bâtiment d'Alger puis revient à Tunis et crée en 1986 une entreprise de génie civil tout en se lançant dans le commerce de clinker.
Se tournant vers le tourisme, il lance sa propre compagnie aérienne, Karthago Airlines, avec un capital de dix millions de dinars avant de s'associer avec Dubai Investment Group ; celle-ci finit par fusionner à l'automne 2008 avec Nouvelair Tunisie dont Trabelsi est nommé PDG le 27 octobre 2008. Il cède dans le même temps deux de ses hôtels de luxe à Djerba et Hammamet à la Libyan Arab African Investment Company pour 165 millions de dinars, achète l'hôtel Abou Nawas Le Palace à Gammarth, entre en août 2008 au conseil d'administration de la Banque de Tunisie et lance en septembre des projets dans la cimenterie et le raffinage du sucre.
La plupart de ses entreprises sont regroupées dans le groupe Karthago qui figure parmi les dix premiers groupes privés tunisiens.

### Liens avec le pouvoir
Le fait qu'il appartenait au comité central du Rassemblement constitutionnel démocratique (RCD), le parti au pouvoir, et que sa sœur Leïla Ben Ali soit l'épouse du président de la République tunisienne de l'époque, Zine el-Abidine Ben Ali, explique sa réussite selon certains de ses concurrents. Par ailleurs, d'autres observateurs ainsi que les services de l'ambassade américaine en Tunisie notent que la généralisation de la corruption dans le pays a bénéficié aux principaux membres de la famille Trabelsi, qualifiée de « clan quasi-mafieux ». Lui-même, considéré comme le « Parrain » de ce clan, serait impliqué dans un grand nombre de faits de corruption, de la Banque de Tunisie à des expropriations, en passant par l'extorsion de pots-de-vin.
C'est pourquoi, en pleine révolution qui renverse le régime, il fuit le pays avant d'être repéré au Canada. Quelques jours plus tard, le gouvernement de transition tunisien lance un mandat d'arrêt international visant Trabelsi et d'autres membres de la famille de l'ancien président ; ils font également l'objet d'un avis de recherche d'Interpol.
Il est condamné le 28 septembre 2011 par contumace à quinze ans et deux mois de prison pour exportation de devises et de dinars tunisiens ainsi que d'importantes quantités de métal précieux sans autorisation de la Banque centrale de Tunisie. De ce fait, le gouvernement tunisien peut demander son extradition, engager des poursuites judiciaires à son encontre et réclamer le gel de ses avoirs. Le 7 décembre, il est condamné à un an et neuf mois de prison et à une amende de 15 500 dinars pour détention de pièces archéologiques dans sa maison de La Soukra.
Le 28 mai 2013, la Cour européenne de justice annule toutes les sanctions de l'Union européenne contre Trabelsi.
En 2014, la famille Trabelsi demande à la justice canadienne de débloquer sa fortune gelée, ne réussissant plus à honorer ses frais du quotidien. En octobre de cette année, il se dit « disposé à comparaître devant la justice tunisienne dans le cadre d’un procès équitable ». En décembre, la Suisse refuse de lui débloquer quelque quarante millions d'euros qui auraient été acquis de manière illégale sous le régime Ben Ali.
En février 2015, dans le cadre des révélations SwissLeaks, on apprend que Belhassen Trabelsi possédait un compte à la HSBC Private Bank avec, entre 2006 et 2007, un solde de 22 083 648 de dollars.
En mai 2016, un juge canadien rejette une demande de sursis du renvoi de Trabelsi, initialement prévu pour le 31, mais l'Agence des services frontaliers du Canada constate alors qu'il a disparu. Il n'a d'ailleurs pas collaboré aux préparatifs de renvoi et ne s'est pas présenté au rendez-vous fixé par l'agence pour le 24 mai ; son épouse avait quant à elle obtenu avec ses quatre enfants l'asile au Canada.
Le 13 mars 2019, il est arrêté par les autorités françaises à Marseille et son extradition réclamée par la Tunisie.
En janvier 2021, la chambre de l'instruction de la cour d'appel d'Aix-en-Provence rejette la demande de la Tunisie d'extrader Belhassen Trabelsi. Dans son arrêt, la cour retient non seulement l'âge de Belhassen Trabelsi et son état de santé, mais aussi « un risque réel de traitement inhumain et dégradant pour Belhassen Trabelsi et de carences des contrôles en cas de mauvais traitement en détention ».

### Vie privée
Fils de commerçant, il naît dans une famille nombreuse.
Il est marié à Zohra Djilani, la fille du président de l'Union tunisienne de l'industrie, du commerce et de l'artisanat (UTICA), l'ancien patron des patrons tunisiens, Hédi Djilani, qui était également membre du comité central du RCD avant sa dissolution et député. En 2013, sa fille Soufia se voit refusée sa scolarité au collège privé Lower Canada de Montréal, la direction de l'école estimant que l'argent versé pour les droits de scolarité (9 573 dollars canadiens) était issu de la corruption.